# مكتبة ايكستاتيك بيس
مكتبة ايكستاتيك بيس، هي شركة نشر بريطانية أسسها ثورستون مور ومحرر الكتاب المرئي ايفا برينز في عام 2010. الاسم مشتق من السلام النشوي! ،وهو ملصق موسيقي يديره ثورستون مور. تنشر الشركة بشكل رئيسي الشعر، ولكن أيضًا مجموعة من الكتب حول مشهد ميتال بلاك نيرويجن اريلي، وموسيقى الجاز التجريبية من فترة السبعينيات ومواضيع متخصصة أخرى.
في الخامس من سبتمبر 2018م، أعلنت مكتبة ايكستاتيك بيس انها ستطلق الألبوم الأول لفرقة بيغ حوني اللندنية بعنوان سيستز كجزء من اصداراتهم الجديدة من سلسلة مكتبة داي دريم . وكل إصدار يرافقه نسخة محدودة من المعجبين، يحررها كلا من مور وبرينز والموسيقيون.

## روابط خارجية
- السلام النشوي! موقع المكتبة